# Jean Egen

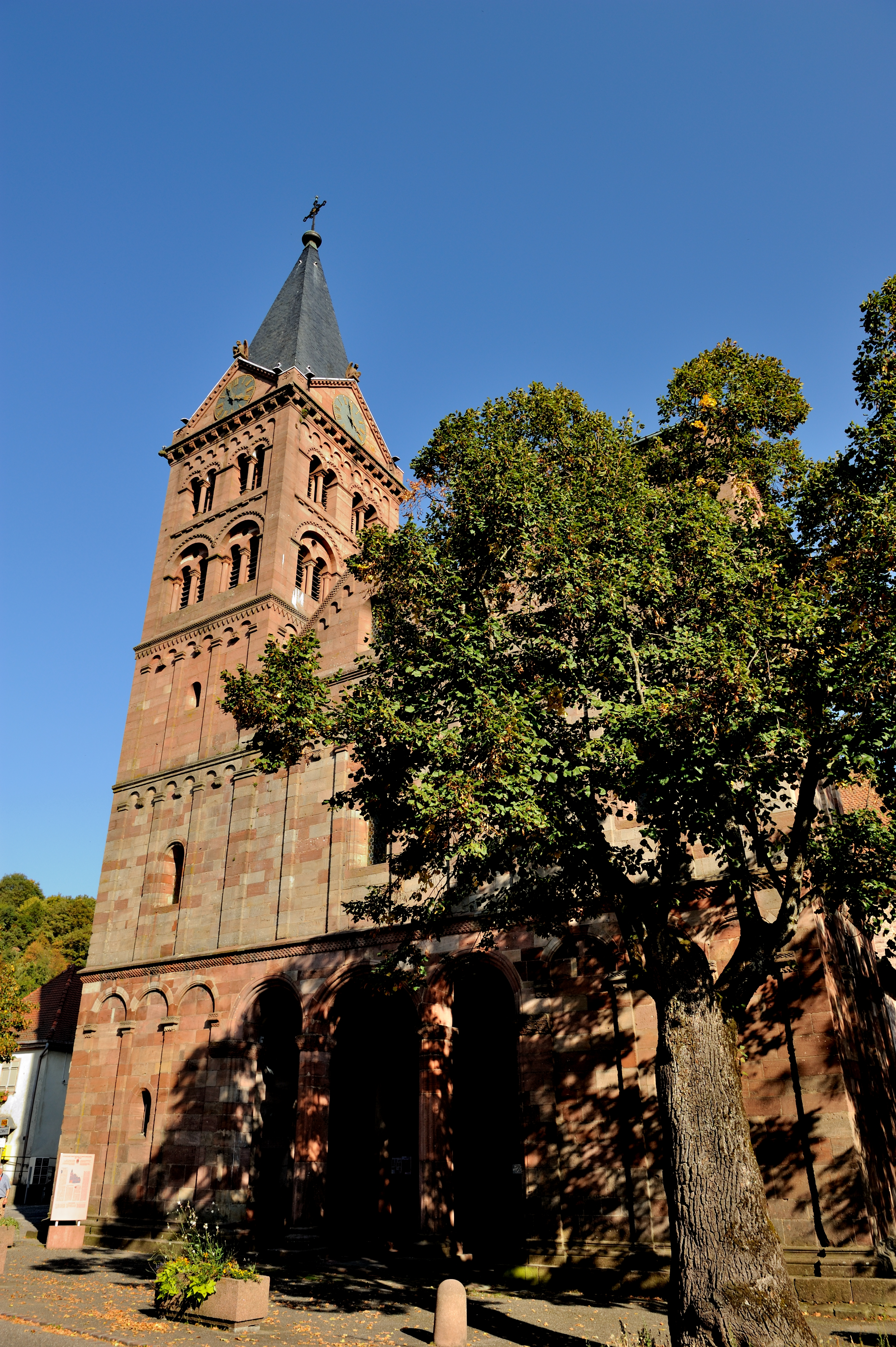
Der Kirchturm und die Linden von Lautenbach.

Jean Egen (* 23. August 1920 in Lautenbach; † 21. Dezember 1995 in Paris) war ein elsässischer Journalist und Buchautor. Sein Künstlername Egen ist von seinem Familiennamen Egensperger abgeleitet.
Er wurde in Deutschland durch seinen stark autobiographisch gefärbten Roman Die Linden von Lautenbach bekannt, der in Millionenauflage gedruckt wurde, unter anderem beim Morstadt Verlag, beim Rowohlt Verlag und in Auszügen bei Reader’s Digest. Der Roman wurde 1982 unter dem gleichen Titel verfilmt, u. a. mit Mario Adorf als Schauspieler. Der Film wurde in Albé im Vallée de Villé gedreht. Die Linden stehen heute noch auf dem Vorplatz der romanischen Stiftskirche aus dem 12. Jahrhundert.
In Frankreich war er als Mitarbeiter von Le Monde, aber auch durch seine gelegentliche Mitarbeit an der Satirezeitschrift Le Canard enchaîné bekannt.

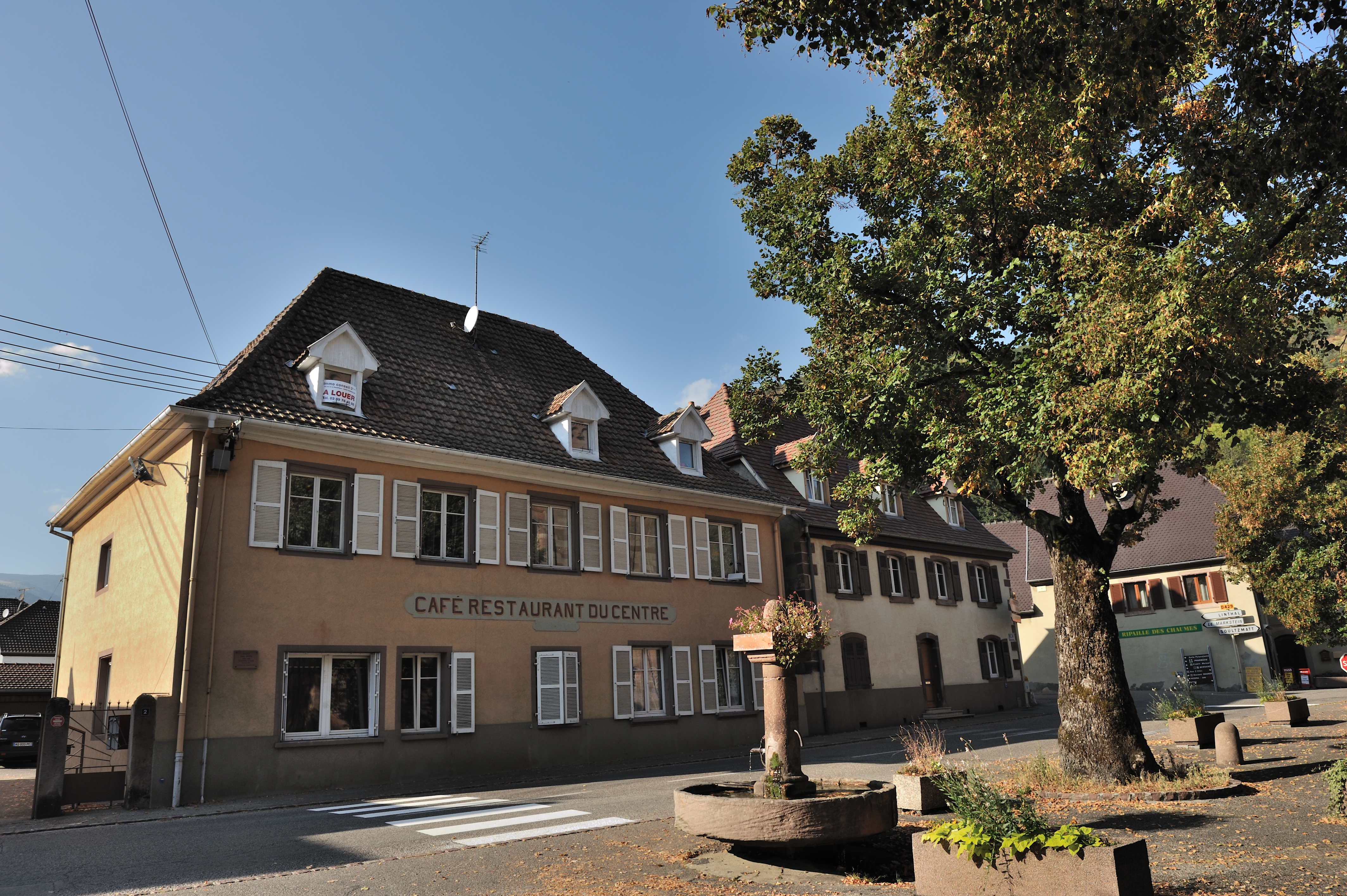
Geburtshaus von Jean Egen
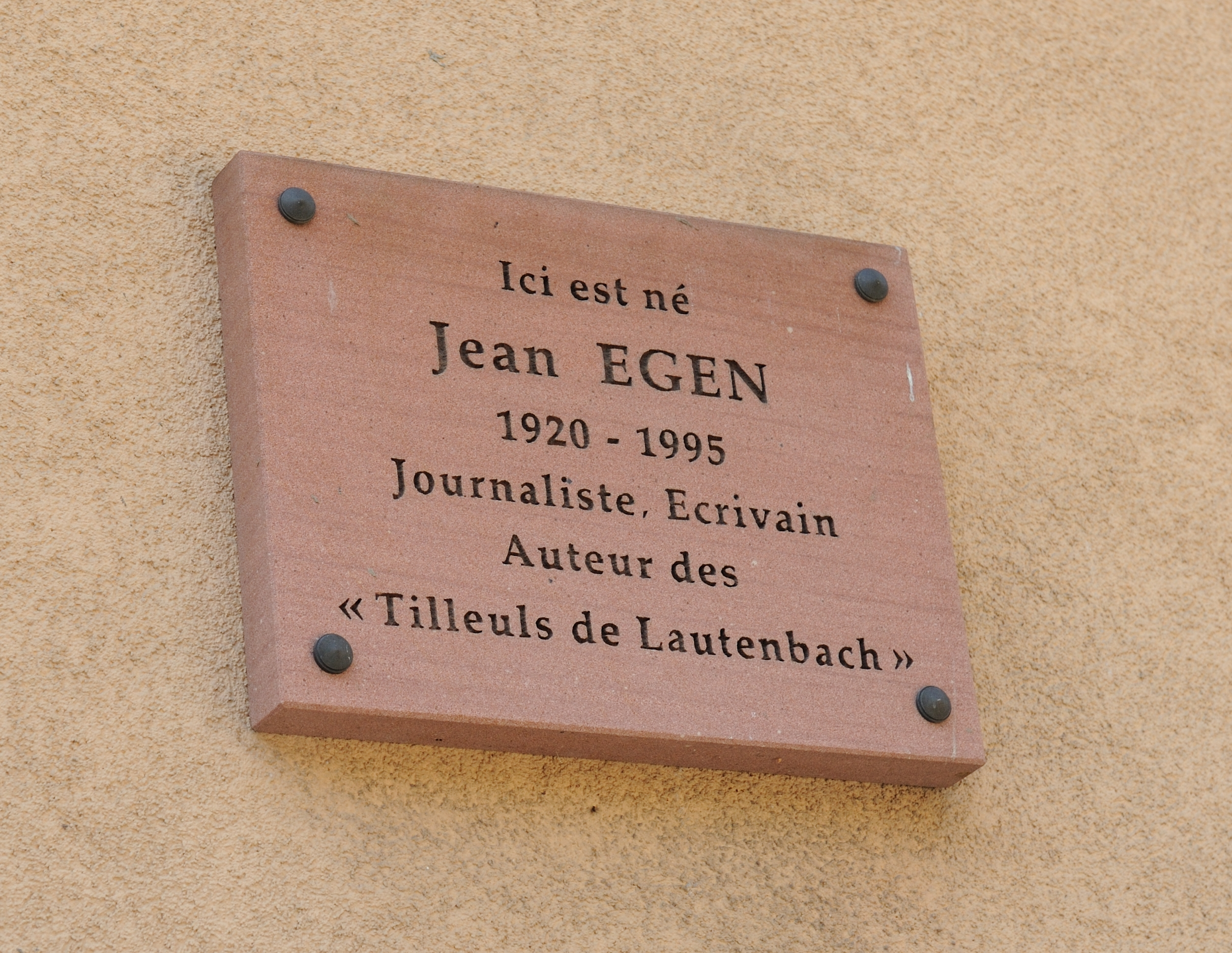
Gedenktafel in Erinnerung an Jean Egen

## Werke (Auswahl)
- Messieurs du "Canard", Paris: Stock 1973.
- L'abbatoir solennel, Paris: Authier 1973.
- Un Mur entre deux mondes, Paris: Denoe͏̈l 1978.
- Le Canard enchaîné, Paris: Seghers 1978.
- Les tilleuls de Lautenbach, Paris: Stock 1979.
- Die Linden von Lautenbach, Kehl am Rhein: Morstadt 1983.
- Saint Nicolas raconté par un ami de son âne, Strasbourg: Bueb & Reumaux 1985.
- Der Hans im Florival. Es war einmal im Elsass, Kehl am Rhein: Morstadt 2019, ISBN 978-3-88571-392-0.